# Falkenhagen
Falkenhagen est un village de Rhénanie-du-Nord-Westphalie dans l'arrondissement de Lippe qui est incorporé à la municipalité de Lügde. Il comprenait 383 habitants au 31 décembre 2008.

## Géographie
Le village se trouve à une altitude de 383 mètres à 7 kilomètres au sud-est du centre-ville de Lügde. Sa superficie est de 5,698 km².

## Histoire

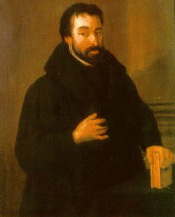
Friedrich Spee von Langenfeld.

C'est en 1231 qu'est mentionnée pour la première fois une église dans cette localité. L'année 1247 voit la fondation d'un prieuré de cisterciennes, première fondation d'un ordre dans le territoire de Lippe. Son fondateur est le comte Volkwin IV de Schwalenberg. Les religieuses suivent la règle cistercienne, sans être incorporées  au droit de l'Église locale. Le couvent est saccagé en 1407 pendant la guerre de succession du comté d'Everstein et l'endroit est déserté. L'ordre de la Sainte-Croix reprend les lieux en 1432 et le reconstruit en 1442. Henri II de Bochholt est prieur des lieux de 1457 à 1495 et lui redonne sa prospérité tant matérielle que spirituelle. Quatre-vingt-neuf chanoines de la Sainte-Croix y demeurent en 1518, menant une vie autarcique et agricole prospère. À partir de 1522, les croisiers s'efforcent de repeupler et de recoloniser les villages qui leur appartiennent. 
Après le début de la Réforme, le prieuré entre en décadence et il est démantelé en 1596. Ses possessions se partagent entre la principauté de Paderborn et le comté de Lippe. Les jésuites obtiennent du prince-évêque la propriété de Falkenhagen en 1603, sous le règne de Dietrich von Fürstenberg et renforcent les fondements du catholicisme au sein de la population. Ainsi dans le territoire protestant de Lippe, des villages se trouvent redevenir à moitié catholiques.
Le jésuite Friedrich Spee von Langenfeld demeure au prieuré en 1629. Il compte parmi les auteurs catholiques de chants d'Église les plus notables du XVIIe siècle en Allemagne. 
Après le démembrement des propriétés du prieuré, l'ancienne église du couvent est attribuée à la communauté évangélique réformée, pendant que les jésuites font construire une église pour la communauté catholique en 1695.
Le 1er septembre 1921, la petite commune de Falkenhagen est intégrée aux villages de Rischenau et de Sabbenhausen pour former une nouvelle commune.
La municipalité actuelle est formée le 1er janvier 1970 dans le cadre de la réforme communale.

## Illustrations

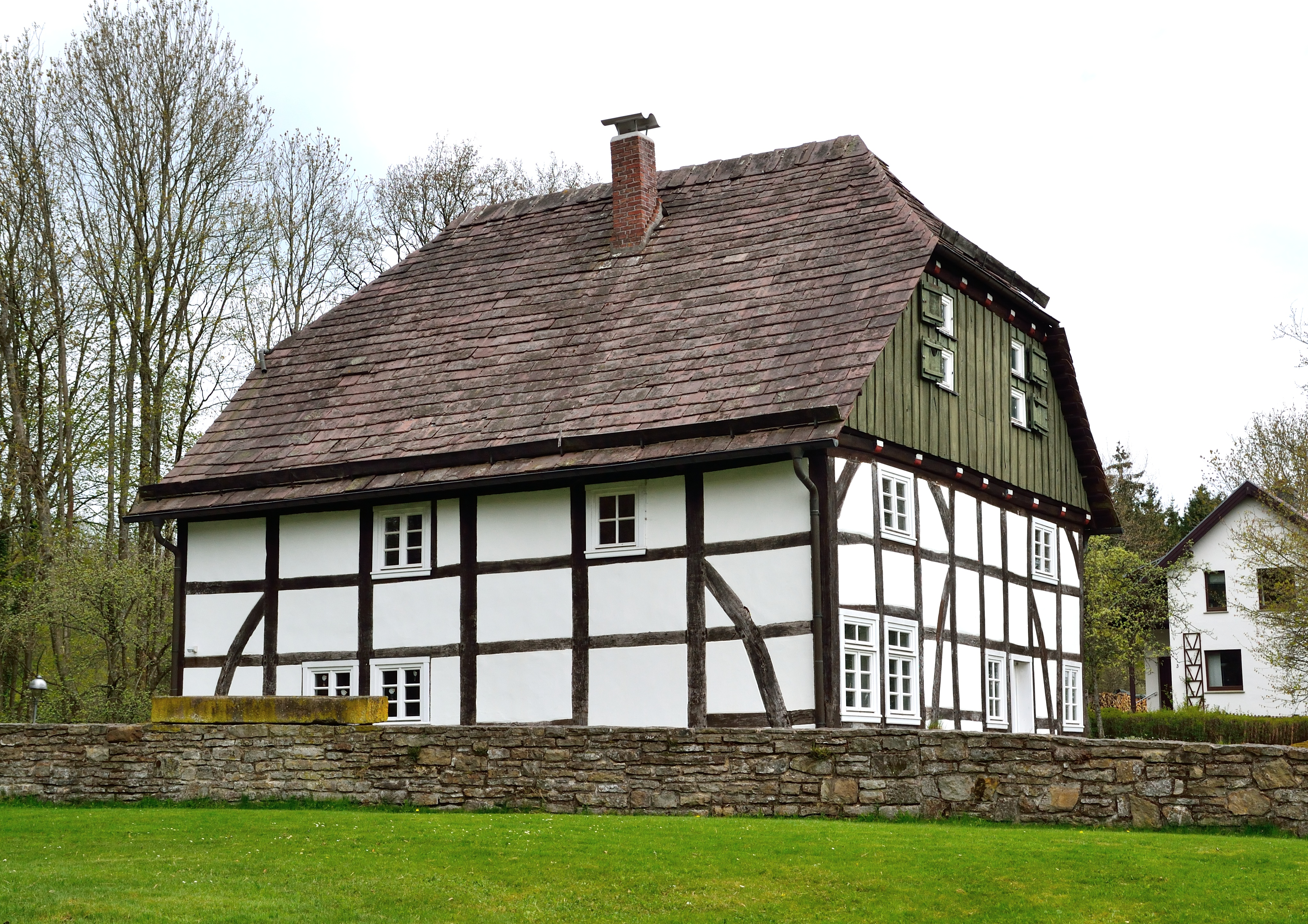
La maison du Fossoyeur, inscrite au patrimoine protégé
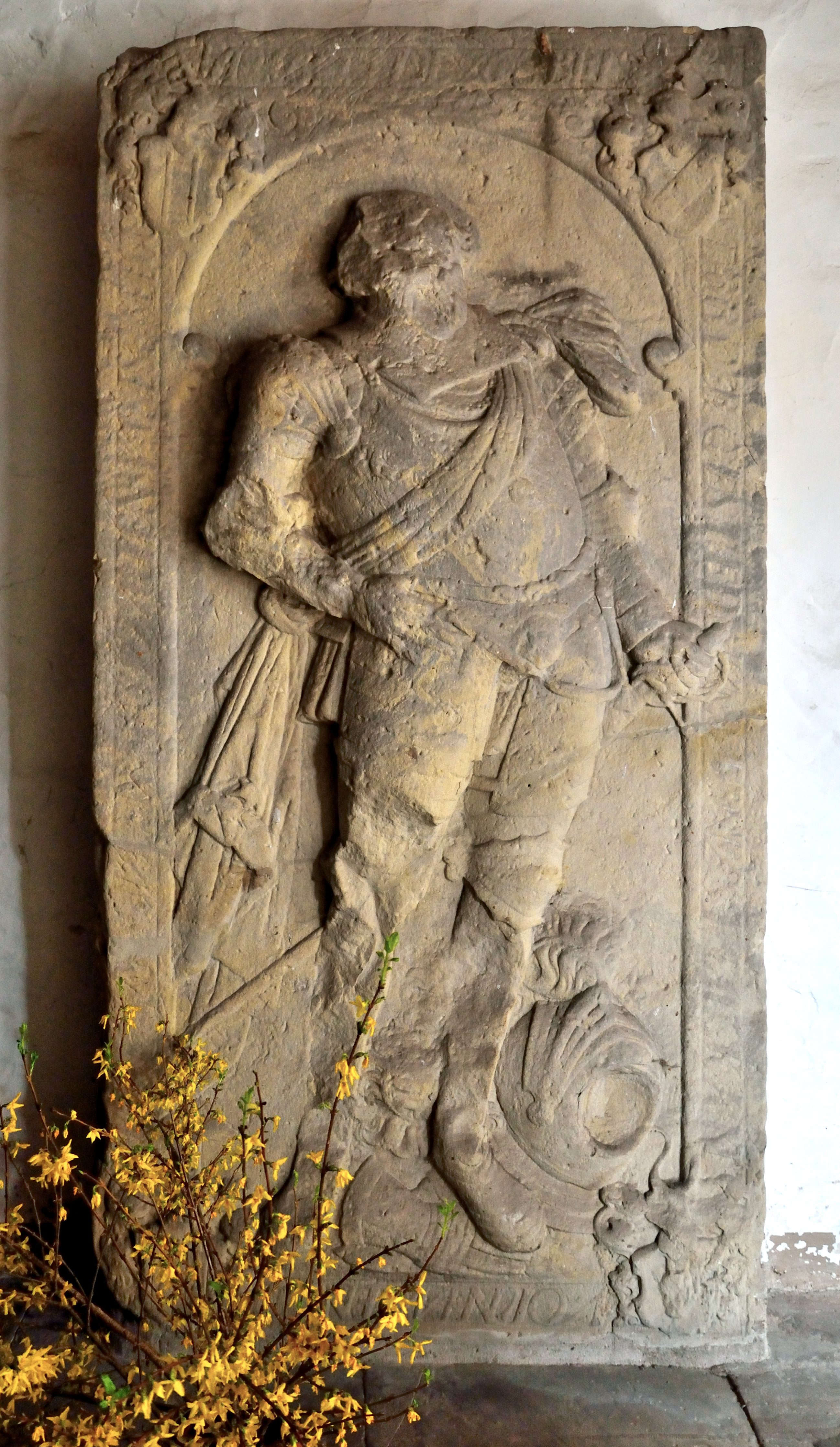
Pierre tombale d'un chevalier dans l'ancienne église du prieuré
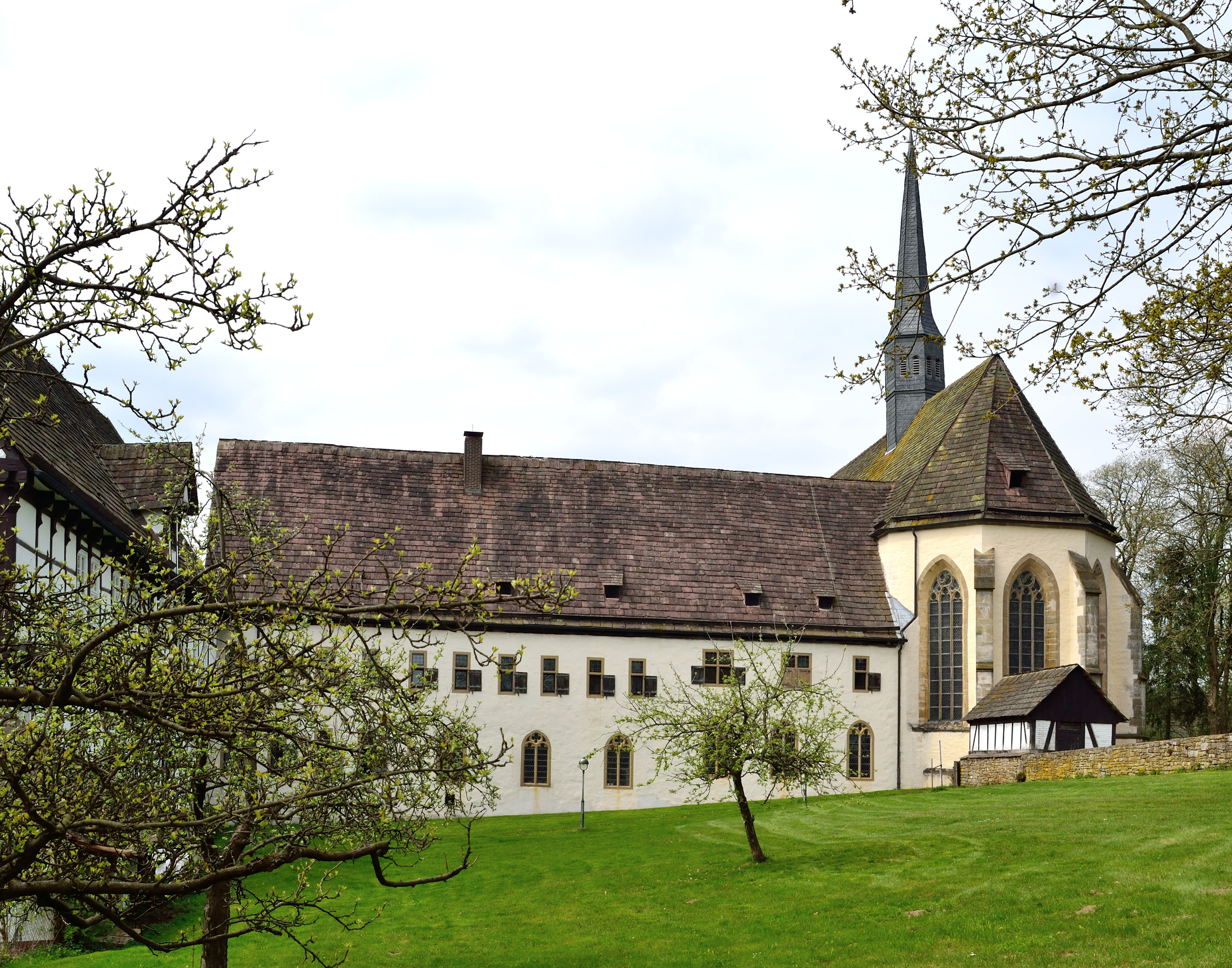
Arrière de l'ancien prieuré des croisiers avec l'ancienne salle du chapitre
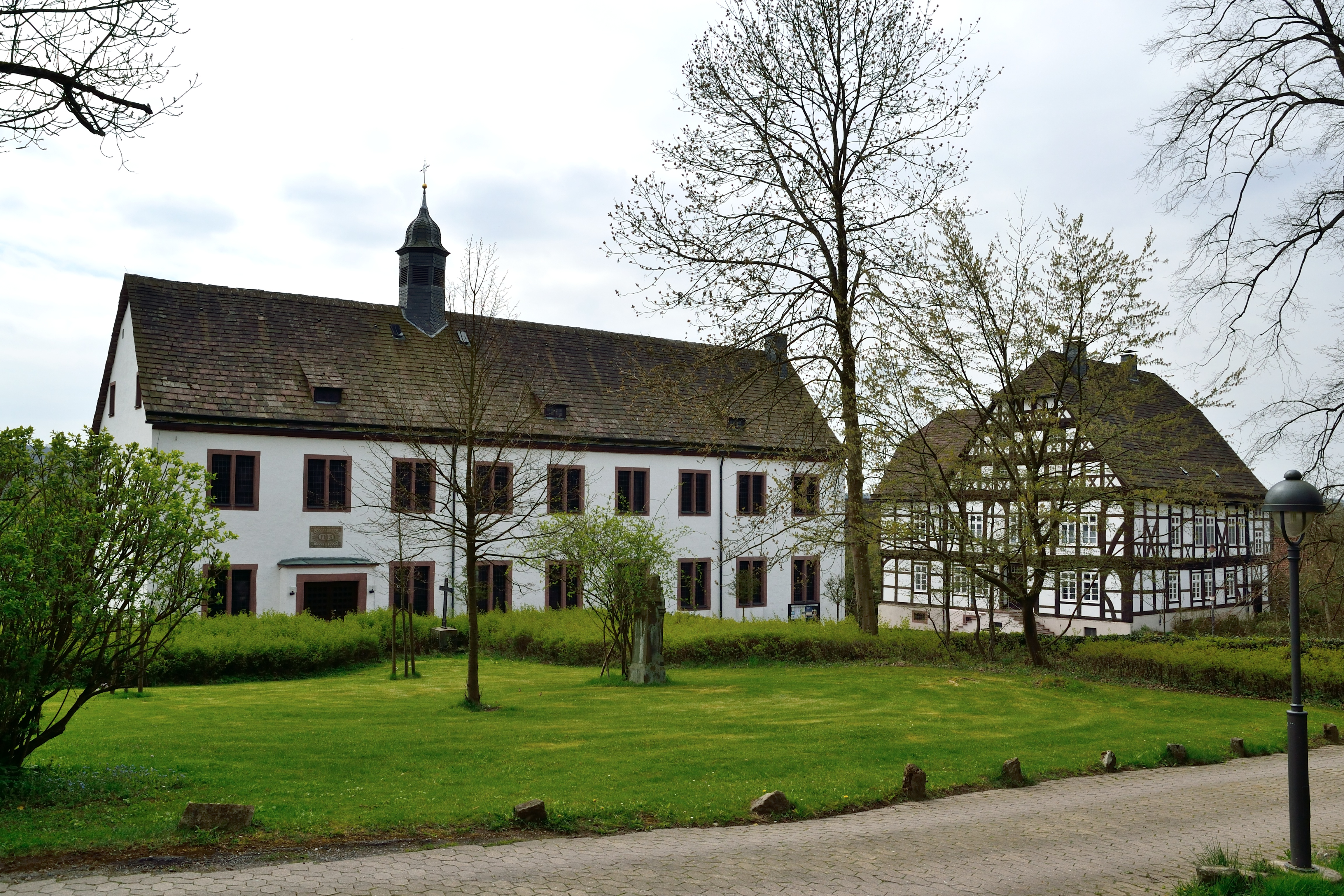
Vue de l'église catholique Saint-Michel (à gauche) construite par les jésuites et de l'ancienne cure (à droite)